# Messerschmitt Me.410 Hornisse
Мессершмитт Me. 410 «Шершень» (нем. Messerschmitt Me. 410 «Hornisse») — немецкий тяжёлый истребитель-бомбардировщик и скоростной бомбардировщик, используемый Люфтваффе во время Второй мировой войны. Является модернизированным вариантом Ме. 210 с более длинным фюзеляжем, изменённой формой крыльев и более мощными двигателями.
Свой первый полёт совершил в 1942 году, а серийное производство началось в 1943 году. В период с 1943—1944 гг. было произведено 1160 самолётов. Однако, до наших дней сохранилось всего два самолёта.

## История создания
В программе разработки самолёта использовалось не менее 28 прототипов, большинство которых перерабатывалось из Me. 210. Конструктивно Ме. 410 походил на своего предшественника. Изменению подверглись крылья, которые получили меньший скос и стали уже. На крылья установили предкрылки Хендли-Пейджа. Створки люков оснастили гидравлическим приводом. Изменили крышки радиаторов и поправили конструкцию элеронов. Вместо двигателей DB 601F самолёт оснастили моторами DB 603A мощностью 1750 л.с. По сравнению с Ме. 210, лётные качества Ме. 410 заметно улучшились. Прежде всего, Ме. 410 не сваливался в штопор самопроизвольно. Кроме того, Ме. 410 был заметно лучше Bf. 110 и должен был вскоре его заменить. После завершения лётных испытаний прототипа, в Аугсбурге началась подготовка к серийному выпуску. Самолёт предполагалось выпускать в двух вариантах: А-1 Schnellbomber и А-2 Zerstörer.

### Me. 410B-1 и B-2
Ме. 410В-1 и В-2 были быстрыми бомбардировщиками и тяжёлыми истребителями. Ме. 410В-1/U2 и U4 соответствовали самолётам серии А-1. Ме. 410B-1/U2 оснащался Waffenbehälter 151 с двумя пушками MG. 151/20E. У самолетов Ме. 410B-2/U2 стандартное вооружение заменили на две 30-мм пушки МК. 103, а дополнительное вооружение состояло из 50-мм пушки ВК 5. К тому же самолёты этого типа оснащались прицелом ZFR 4 и двигателями DB 603G. Кроме того, было выпущено некоторое количество сменных комплектов вооружения Rüstsatz, которые должны были расширить возможности стандартных самолётов. Машины, оснащённые сменными комплектами вооружения, получали дополнительное обозначение. Например, Ме. 410B-2/U2/R2 (или R3, R4, R5). На Ме. 410 в порядке эксперимента устанавливали и другое вооружение, предназначенное для борьбы с бомбардировщиками противника. Например, в апреле 1944 года вместо пушки ВК 5 смонтировали 37-мм пушку ВК 3,7. Несколько самолётов, вооружённых подобным образом, проходили испытания в боевых частях.

## Боевое применение
Me. 410 впервые стали применяться в бою в мае 1943 года и применялись на разных фронтах вплоть до окончания войны. Их применение было разнообразным: они использовались в качестве ночных истребителей, тяжёлых истребителей, истребителей-бомбардировщиков. Они наносили удары по объектам в Англии, блокировали британские аэродромы, перехватывали союзные бомбардировщики и осуществляли сопровождение дальних морских разведчиков.

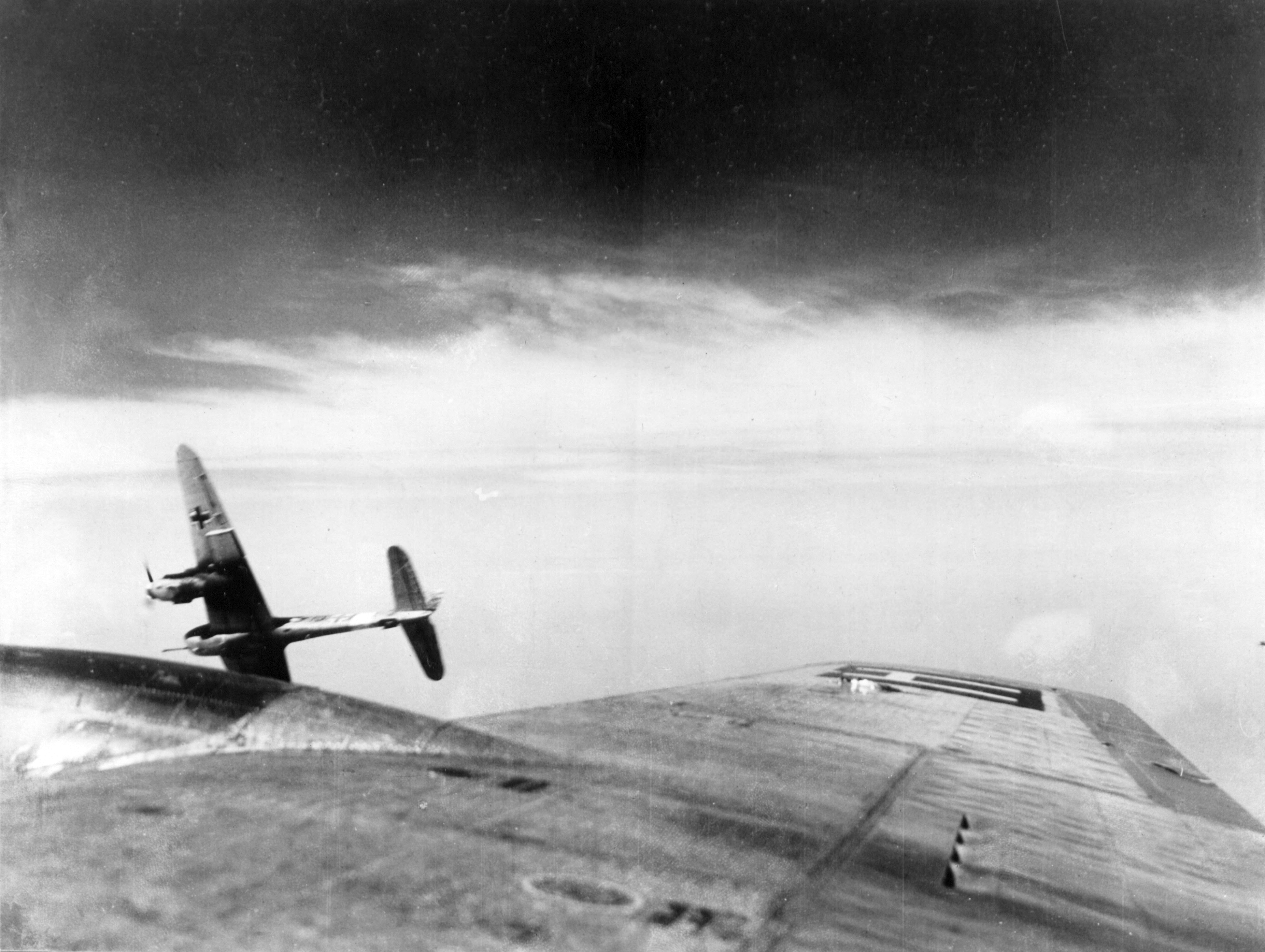
Me. 410A-1/U4, сфотографированый в момент выхода из атаки американского B-17

## Тактико-технические характеристики
| ТТХ самолёта Me. 410                       |                                                                                                   | |
|                                            | Me. 410A-1                                                                                        | Me. 410B-1                                                                                         |
| Размеры и масса                            |                                                                                                   | |
| Экипаж, чел                                | 2                                                                                                 | 2                                                                                                  |
| Длина, м                                   | 12,5                                                                                              | 12,5                                                                                               |
| Размах крыла, м                            | 16,38                                                                                             | 16,38                                                                                              |
| Высота, м                                  | 4,3                                                                                               | 4,3                                                                                                |
| Площадь крыла, м                           | 36,2                                                                                              | 36,2                                                                                               |
| Лётные характеристики                      |                                                                                                   | |
| Двигатель                                  | 2 х Daimler-Benz DB 603A жидкостного охлаждения V12, каждый 1750 л. с.                            | 2 х Daimler-Benz DB 603G жидкостного охлаждения V12, каждый 1900 л. с.                             |
| Максимальная скорость, км/ч / на высоте, м | 620 / 6700 595 / 8000                                                                             | 600 / 6000 625 / 8100                                                                              |
| Время набора высоты, м / мин               | -                                                                                                 | 8000 / 22,5                                                                                        |
| Дальность полёта, км                       | 1700                                                                                              | -                                                                                                  |
| Практический потолок, м                    | 10 000                                                                                            | -                                                                                                  |
| Вооружение                                 |                                                                                                   | |
| Пулемётно-пушечное                         | 2 × 7,92 мм пулемёта MG. 17 2 × 20 мм пушки MG. 151, или 1×50 мм пушка 2 × 13 мм пулемёта MG. 131 | 2 × 13,2 мм пулемёта MG. 131 2 × 20 мм пушки MG. 151, или 1×50 мм пушка 2 × 13 мм пулемёта MG. 131 |
| Бомбовое                                   | 1000 кг                                                                                           | 1000 кг                                                                                            |